# Albert-Eugène de La Forest Divonne
Ne doit pas être confondu avec Albert de La Forest Divonne.
 (septembre 2015).
Si vous disposez d'ouvrages ou d'articles de référence ou si vous connaissez des sites web de qualité traitant du thème abordé ici, merci de compléter l'article en donnant les références utiles à sa vérifiabilité et en les liant à la section « Notes et références ».
Albert-Eugène de La Forest Divonne (1651 - 22 octobre 1714), seigneur de Rumilly,  fut d'abord page du duc Charles Emmanuel II puis lieutenant au Royal Piémont, en 1668. 
Par acte du 30 juin 1680, son père, Gilbert Ier de La Forest, lui légua les biens qu’il avait en France, au Pays de Gex. Les biens de Savoie étaient destinés à François-Emmanuel, son demi-frère. Albert-Eugène quitta définitivement l’armée et les états du duc Victor Amédée II, pour s’établir en France, au château de Divonne, entre, Gex et Genève, et entra au service du roi Louis XIV. Il est l’auteur de la branche française de la maison de La Forest et le premier à porter le nom de La Forest Divonne.
Albert-Eugène de La Forest Divonne servit dans l’armée royale pendant 26 ans, il était, en 1698, propriétaire d’une compagnie de cavalerie de son nom, qu’il vendit, en 1703, au comte de Gramont.
Veuf, en 1685, de Françoise de Soubeyran, fille du marquis de Montgiraud, et d’Anne Louise de Ginestous, il avait épousé en deuxièmes noces, en 1687, Louise Charlotte de Moyria. 
Il meurt le 22 octobre 1714, et est inhumé dans le chœur de l’église de Saint-Étienne de Divonne.